# Felső-Maros völgye
A Felső-Maros völgye natúrpark egy nemzeti érdekű védett terület Erdély keleti részén, Maros megye területén.  

## Leírása
A Felső-Maros völgye a Kelemen- és Görgényi havasok közötti kis táj, mely a Gyergyói-medencétől a Maroshévíz-Déda közötti szorosig tartó 110 km hosszú szakaszt foglalja magába. Dédát elhagyva Bisztránál jutunk be a Maros-szorosba, Dédabisztránál. 
A kistáj Maros megyének az a része, amely se Székelyföldhöz, sem Mezőséghez nem sorolható. A Maros felső folyása mentén helyezkedik el, de a folyó kezdeti szakaszának a vidéke, a Gyergyói-medence nem tartozik ide.
A terület földrajzilag igen érdekes, itt található a rendkívüli szépségű Felső-Maros-áttörés, a Maros folyónak a Kelemen és a Görgényi-havasok közé szorult szakasza. Ide köthetők Wass Albert A funtineli boszorkány című regényének festői helyszínei, Déda, Ratosnya, Andrenyásza, Gödemesterháza, a Funtinel patak tisztása, a Szalárd patak völgye és a híres, lapos tetejű nagy szikla, az Isten széke is.
A különleges szépségű szoros olyan különleges látnivalókat rejt magába, mint a híres rönklenyomat barlangok, vagy a második világháborúban a magyar hadsereg által épített Árpád-vonal maradványai.
Szintén ezen a vidéken található a két világháború közti erdélyi magyar kultúra híres helyszíne, Kemény János marosvécsi kastélya, amely évről évre otthont adott az Erdélyi Helikon találkozóinak.
Bár a vidék lakossága román többségű, de legnagyobb településén, Szászrégenben, jelentős létszámú magyarság él, valamint néhány olyan magyar többségű település is található itt, mint például a Maros völgyében megbúvó szép fekvésű Holtmaros nevű falu. Szászrégenben régebben sok szász is lakott, szép evangélikus templomuk máig fennáll.
Az itt található természeti park különleges növénytermesztési területet képvisel, kevert hegyvidéki erdőkkel, lombhullató erdőkkel (bükk, kőris, gyertyán, nyír), erdőkkel tűlevelű (lucfenyő, fenyő), alluvális és rétes erdők (fűz, éger) és rétekkel.
A területen többfajta élőhely található, többek között bükkösök, hegyi és alpesi rétek. A park területén található sokféle növény közül néhány nagyon ritka vagy endemikus.

## Növényvilága

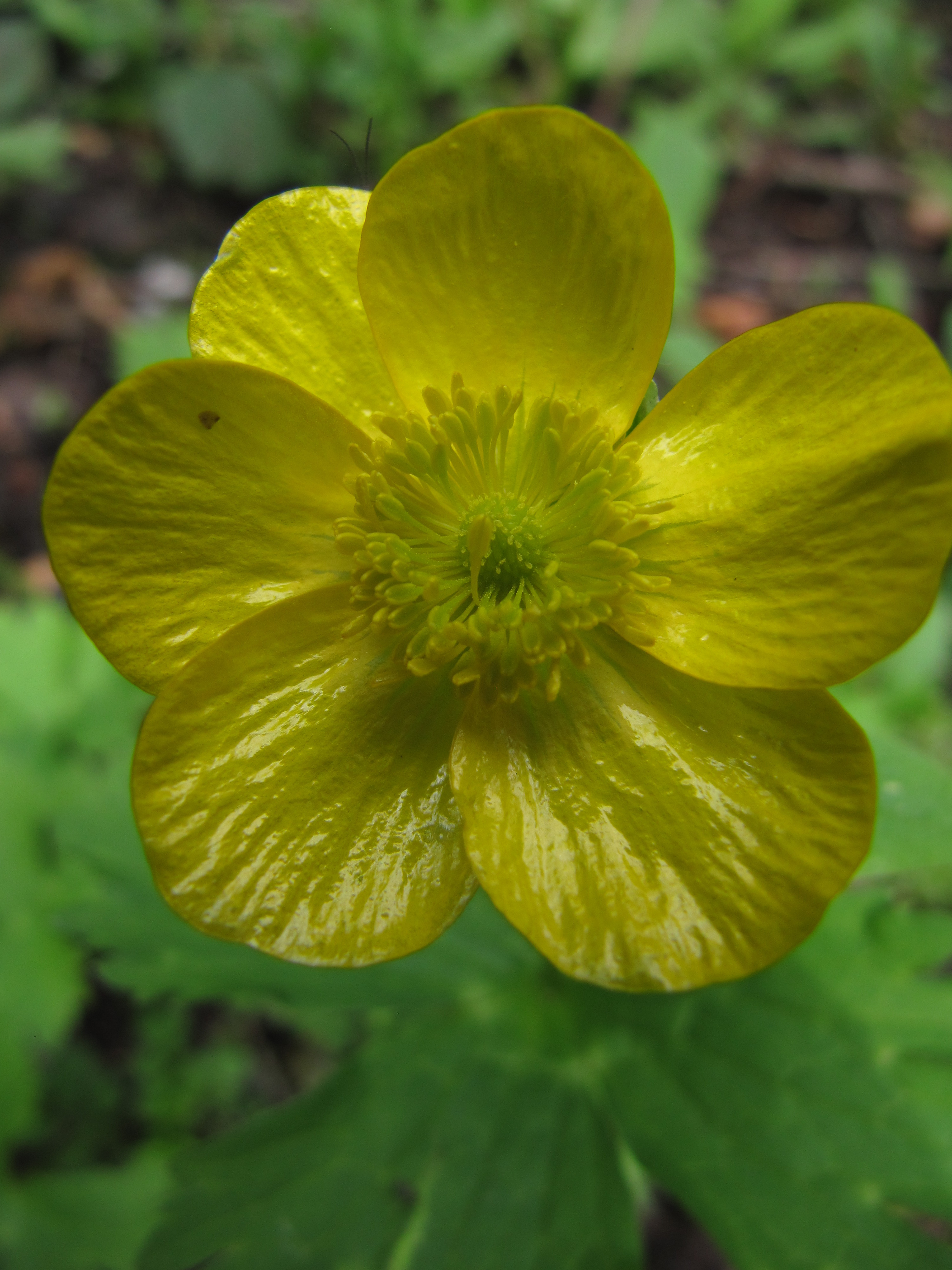
Erdélyi boglárka (Ranunculus carpaticus)

Szívlevelű nadálytő (Symphytum cordatum)

- Erdélyi boglárka (Ranunculus carpaticus)
- Ikrás fogasír (Dentaria glandulosa)
- Szívlevelű nadálytő (Symphytum cordatum)
- Leucanthemum waldsteinii
- Vörös tüdőfű (Pulmonaria rubra)
- Kárpáti sisakvirág (Aconitum moldavicum)
- Hieracium rotundatum
- Európai struccpáfrány (Matteuccia struthiopteris)
- Teleki-virág (Telekia speciosa)
- Réti legyezőfű (Filipendula ulmaria)
- Szőrös baraboly (Chaerophyllum hirsutum ssp. Glabrum)
- Bókoló bogáncs (Carduus nutans)
- Enyves aszat (Cirsium erisithales)
- Erdei borkóró (Thalictrum aquilegiifolium)
- Réti angyalgyökér (Angelica palustris)
- Hegyi árnika Arnica montana
- Sárkánygyökér (Calla palustris)
- Gyilkos csomorika (Cicuta virosa)
- Törökszegfű (Dianthus barbatus)
- Bolondító beléndek (Hyoscyamus niger)
- Habszegfű (Silene armeria)
- Streptopus amplexifolius
- Európai zergeboglár (Trollius europaeus)
- Háromkaréjú sulytár (Laser trilobum)
- Laserpitium krapfii
- Fehér tarka levelű csatavirág (Polemonium caeruleum)
- Mételykóró (Oenanthe aquatica)

## Állatvilága

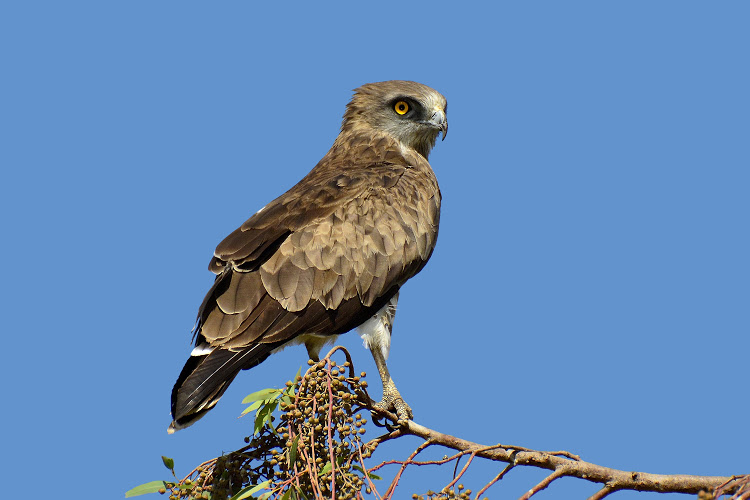
Kígyászölyv (Circaetus gallicus)

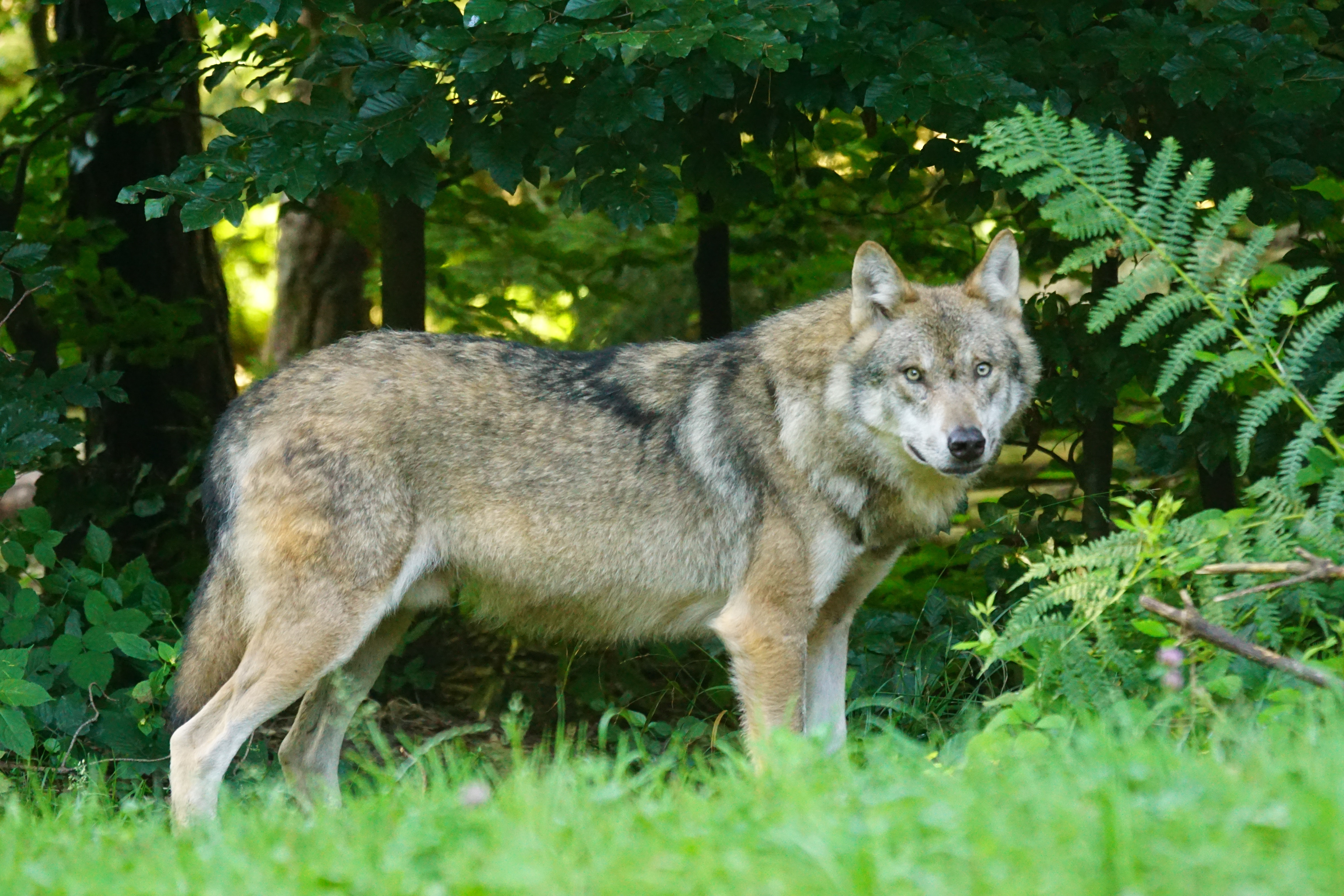
Szürke farkas (Canis lupus)

A park állatvilága is változatos, többfajta emlős, madarak, halak, kétéltűek és hüllők találhatók itt, köztük néhány védett is, melyek az IUCN vörös listáján is szerepelnek.
Az emlősök közül megtalálható itt többek között a szürke farkas (Canis lupus), vaddisznó (Sus scrofa), nyúl (Lepus europaeus).
A halak közül a (Chondrostoma nasus), Petényi-márna (Barbus meridionalis petenyi), Pénzes pér (Thymallus thymallus), Fejes domolykó (Leuciscus cephalus), Fenékjáró küllő (Gobio gobio), Sujtásos küsz (Alburnoides bipunctatus) vagy Menyhal (Lota lota).
A park menedéket biztosít számos védett madárnak is: Békászó sas (Aquila pomarina), Törpesas (Hieraaetus pennatus), Gatyáskuvik (Aegolius funereus), Uhu (Bubo bubo), Uráli bagoly (Strix uralensis), Császármadár (Tetrastes bonasia), Európai lappantyú (aprimulgus europaeus), Kígyászölyv (Circaetus gallicus), Fehér gólya (Ciconia ciconia), Barna rétihéja (Circus aeruginosus), Hamvas rétihéja (Circus pygargus), Haris (Crex crex), Fekete harkály (Dryocopus martius), Kis sólyom (Falco columbarius), Kis légykapó (Ficedula parva), Örvös légykapó (Ficedula albicollis), Európai törpekuvik (Glaucidium passerinum), Tövisszúró gébics (Lanius collurio), Bakcsó (Nycticorax nycticorax), Darázsölyv (Pernis apivorus).

## Nevezetességek
- Marosvécsi kastély
- Maros-völgyi fatörzsbarlangok
- Árpád-vonal
- Isten széke
- A maroshévízi moglanyesti Nagyasszony kolostortemplomot 1658-ban I. György István moldvai fejedelem építtette felesége, Safta részére fából.
- Maroshévíz (Toplita) Műemlék fatemplomát, amely a Szent Illés kolostor mellett áll, 1847-ben építették a Maros megyei Gödemesterházán. 1910-ben szállították ide kolostoralapítás céljából, majd 1924 és 1928 között bővítették. Másik ortodox fatemploma 1867-ben épült.
- A Lázár-kúria, Maroshévíz. 1829-ben épült, ma gyermekotthon.
- Maroshévíz fenyvesek övezte gyógyfürdőtelepe a Fenyő- vagy Bánffy-fürdő üdülőközpont, 655-690 m magasan fekszik, klimatikus gyógyhely.  26 °C-os radioaktív ásványi sókban gazdag termálvize van. A fürdőtelepen 1882-ben Bánffy Dezső építtetett villát, melyet azonban 1999-ben leromboltak. Jelenlegi medencéje 1937-ben épült.[1]
- Maroshévíz, Urmánczy-fürdő. 1959-ben épült a Maros mellett, 25 °C-os vize van